# Huldenberg
Huldenberg este o comună în provincia Brabantul Flamand, în Flandra, una dintre cele trei regiuni ale Belgiei. Comuna este formată din localitățile Huldenberg, Loonbeek, Neerijse, Ottenburg și Sint-Agatha-Rode. Suprafața totală este de 39,64 km². Comuna Huldenberg este situată în zona flamandă vorbitoare de limba neerlandeză a Belgiei. La 1 ianuarie 2008 comuna avea o populație totală de 9.300 locuitori.
1. ↑  Crossroad Bank of Enterprises, accesat în 24 iulie 2023